# Plectorhinchus chubbi
Plectorhinchus chubbi är en fiskart som först beskrevs av Regan, 1919.  Plectorhinchus chubbi ingår i släktet Plectorhinchus och familjen Haemulidae. Inga underarter finns listade i Catalogue of Life.